# رايموند بيكار
رايموند بيكار (بالفرنسية: Raymond Picard)‏ هو باحث في الرومانسية فرنسي، ولد في 6 أغسطس 1917 في أوب في فرنسا، وتوفي بنفس المكان في 5 سبتمبر 1975.